# Chaetocalyx longiflorus
Chaetocalyx longiflorus är en ärtväxtart som beskrevs av Asa Gray. Chaetocalyx longiflorus ingår i släktet Chaetocalyx och familjen ärtväxter. Inga underarter finns listade i Catalogue of Life.